# Homaloptera hoffmanni
Homaloptera hoffmanni är en fiskart som först beskrevs av Herre, 1938.  Homaloptera hoffmanni ingår i släktet Homaloptera och familjen grönlingsfiskar. Inga underarter finns listade i Catalogue of Life.